# هنري لوي
هنري لوي (بالإنجليزية: Henry Isaac Clore Lowe)‏ هو شخصية أعمال جامايكي، ولد في 5 أبريل 1939 في كينغستون في جامايكا.